# Mereni (Covasna)
Mereni es una comuna ubicada en el distrito de Covasna, Rumania.

## Superficie
Posee una superficie de 43,80 kilómetros cuadrados.

## Demografía
Hasta 2021 la población era de 1268 habitantes, con una densidad de población de 28,95 habitantes por kilómetro cuadrado.